# Таанах
Таанах — древний город в Ханаане. В настоящее время на его месте находится арабское селение Тель-Таанек (Государство Палестина).

## История
Археологические находки свидетельствуют о возникновении первого поселения на территории Таанаха уже в середине III тысячелетия до н. э. В XV веке до н. э. город был завоёван египетским фараоном Тутмосом III. В XII веке до н. э. близ Таанаха израильские племена разгромили ханаанеев. При царе Соломоне город стал окружным центром Израильско-Иудейского царства. В 925 году до н. э. он был разграблен египетским фараоном Шешонком I. Город окончательно запустел после нашествия на Иудею вавилонского царя Навуходоносора II.
Раскопки в Таанахе проводили немецкий археолог Э. Зеллин в 1902—1903 годах и американец П. Лэпп в 1963 году. Были найдены клинописные таблетки с текстами, подобными находкам в Тель эль-Амарне.